# Lingue mande
Le lingue mande (anche mandé o manden) sono una famiglia di lingue parlate in diversi paesi dell'Africa Occidentale, tra cui Gambia, Costa d'Avorio, Burkina Faso, Guinea, Sierra Leone, Liberia, Guinea-Bissau, Mali e Senegal. Sono considerate un braccio divergente della più ampia famiglia linguistica niger-kordofaniana.
Le lingue mande nel loro complesso non vanno confuse con la lingua mandinga, né con la lingua mende, che sono tuttavia due tra le più diffuse lingue mande.
I popoli che parlano una delle lingue appartenenti a questa famiglia sono chiamati popoli mandé. Questa definizione include Mandinka, Soninke, Bambara, Bissa, Dioula, Kagoro, Bozo, Mende, Susu, Yacouba, Vai, Ligbi, e altri gruppi etnici meno numerosi.
Questo gruppo di lingue fu identificato per la prima volta nel 1854 da S. W. Koelle nel suo Polyglotta Africana. Egli identificò un gruppo di 13 idiomi correlati, all'interno della famiglia sudanese nord-occidentale, o famiglia Mandèga. Maurice Delafosse, nell'Essai de manuel pratique de la langue mandé ou mandingue del 1901 suddivise le lingue mandè in due sottogruppi, un gruppo settentrionale o mandé-tan e uno meridionale o mandé-fu, definite in base alla parola usata per esprimere il numero «dieci», rispettivamente tan o fu. Nel 1924 L. Tauxier mise in dubbio la fondatezza di questa distinzione, notando l'esistenza di (almeno) un terzo gruppo, che definì mandè-bu. Infine, a partire dagli anni '50, analisi più accurate basate sulla linguistica comparativa identificarono tre sottogruppi (Nordoccidentale, meridionale e orientale), ripresi da Joseph Greenberg nel suo fondamentale The Languages of Africa del 1963.
Nel 1949 lo scrittore guineano Solomana Kante sviluppò un alfabeto specifico per le lingue mandè, lo N'Ko.

## Classificazione
Il tratto distivo delle lingue mandè è l'assenza del sistema delle classi nominali, che è invece comune nelle altre lingue del gruppo Niger-Kordofaniano. Per questo motivo la loro stessa inclusione in quest'ultimo gruppo linguistico è discusso, e alcuni autori le considerano come una famiglia a sé stante. Secondo altri le lingue mande (come ad esempio le lingue ijoidi e le lingue dogon) costituiscono un braccio divergente che si è separato dalle altre lingue niger-kordofaniane in un momento precedente allo sviluppo del sistema delle classi nominali.
Tra le molte classificazioni possibili, viene qui presentata (in forma semplificata) quella adottata da Ethnologue e dal sistema di classificazione ISO 639-3:
(tra parentesi tonde il numero di lingue di ogni gruppo e la zona dove vengono parlate)
- Lingue niger-kordofaniane
  - Lingue mande (71 lingue distinte)
    - Lingue mande orientali (18)
      - Orientali (9)
        - Lingua bissa [codice ISO 639-3 bib] (Burkina Faso)
        - Lingue busa (5 varianti, Benin, Nigeria)
        - Lingue samo (3, Burkina Faso)

      - Sudorientali (9)
        - Lingue guro-tura (5, Costa d'Avorio, Liberia)
        - Lingue nwa-ben (4, Costa d'Avorio)

    - Lingue mande occidentali (53)
      - Centro-sudoccidentali (41)
        - Centrali (33)
          - Lingue mandingo-jogo (31 lingue, parlate in Senegal, Gambia, Guinea, Guinea-Bissau, Mali, Burkina Faso, Costa d'Avorio, Ghana, Sierra Leone, Liberia)
          - Lingua susu [sus] (Guinea)
          - Lingua yalunka [yal] (Guinea)

        - Sudoccidentali (8)
          - Lingue kpelle (3, Liberia, Guinea)
          - Lingue mende-loma (5, Liberia, Sierra Leone, Guinea)

      - Nordoccidentali (12)
        - Lingue samogo (5, Mali, Burkina Faso)
        - Lingue soninké-bobo (7, Mali, Burkina Faso)